# Tumandok
Die Tumandok sind ein indigenes Volk, das auf der philippinischen Insel Panay lebt.
Sie werden auch „Suludnon“, „Panay-Bukidnon“ oder „Panayanon Sulud“ genannt.
Der Name bedeutet in Hiligaynon „Ureinwohner“.
Seit 1998 werden zweijährige Volksversammlungen („Biennial Tumanduk Assembly“) abgehalten, im April 2009 fand die 7. statt.
Die Tumandok versuchen, Rechte an ihren angestammten Ländern zurückzugewinnen. 1962 übergab der damalige Präsident Diosdado Macapagal über 33.000 ha an das Militär. Seit 1970 wurde das Leben von 18.000 Menschen durch Militärübungen beeinträchtigt.
Bekannt ist der Tanz Binanog, der den Flug eines philippinischen Adlers darstellt. Im September findet in der Stadt Iloilo ein Tumandok-Fest statt.